# Carmen Soriano
Carme Soriano Tresserra (Barcelona, 10 de diciembre de 1917-íd; 1996) fue una campeona y plusmarquista española de natación.

## Trayectoria
Carme Soriano fue una pionera del deporte femenino español. Fue una pionera de la natación de competición femenina en España, y una de sus primeras figuras. Junto a su hermana Enriqueta desarrolló su carrera deportiva en el Club Natació Barcelona, donde empezó a nadar con diez años, bajo la tutela de Enrique Granados. Con 12 años logró su primer récord de España, iniciando un dominio que la llevó a ser la mejor nadadora española de los años 1930. A lo largo de su carrera fue 16 veces campeona nacional y estableció 44 récords de España, en prácticamente todos los estilos y distancias. 
Consiguió cuatro campeonatos de España de 100 metros libres (1931, 1932, 1933 y 1934), otros cuatro de 400 metros libres (1934, 1935, 1940 y 1941) y uno de 100 metros espalda (1934). En relevos ganó cuatro veces en 4 x 100 libres (1934, 1935, 1940 y 1941) y tres en 3 x 100 estilos (1934, 1935 y 1936), formando equipo con su hermana Enriqueta. En los campeonatos de Cataluña obtuvo un total de 37 títulos.
En su palmarés también figuran dos prestigiosas pruebas organizadas por el CN Barcelona: siete títulos del Gran Premio de Pascua (1931, 1932, 1933, 1934, 1935, 1939 y 1940) y seis de la Copa Nadal (1931, 1932, 1933, 1934, 1935 y 1939), récord de victorias todavía vigente. También en aguas abiertas ganó en seis ocasiones la travesía a nado al Puerto de Barcelona. 
Fue internacional en seis ocasiones. En 1934 participó en el Campeonato Europeo de Natación celebrado en Magdeburgo, aunque quedó última en la serie clasificatoria de los 400 metros libres. Fue seleccionada para formar parte del equipo olímpico de natación que debía participar en los Juegos de Berlín de 1936, pero finalmente España boicoteó el evento. La Guerra Civil interrumpió su carrera; tras el conflicto, regresó brevemente a las piscinas y se retiró de la competición en 1942, tras contraer matrimonio con Gaspar Burcet, waterpolista internacional y compañero de club.